# Enric Casals
Enric Casals i Defilló (Barcelona, España, 5 de julio de 1892 – 31 de julio de 1986) fue un violinista, compositor y director de orquesta catalán y hermano de Pau Casals.

## Biografía
Comenzó a estudiar música con su padre, Carles Casals i Ribes. Posteriormente fue discípulo de Rafael Gálvez. Más tarde, se marchó a Bruselas, para perfeccionar sus conocimientos de violín y composición, con Mathieu Crickboom y Joseph Jongen; y en 1918 se trasladó a Praga, donde fue alumno de František Suchý. Fundó el Cuarteto de cuerda "Enric Casals", en 1921, con el cual recorrió Europa, ofreciendo conciertos en Francia, Bélgica, Inglaterra, Suiza y España. Actuó como violín solista de la Orquesta Sinfónica de Barcelona (1910 – 1912), de la Kurort Symphonische Orchester en San Petersburgo (1912 – 1914), de la Orquesta Pau Casals (1920 – 1936) y de la del Gran Teatro del Liceo(1924 – 1935). Fue subdirector de la Orquesta Pau Casals (1920 – 1936), director de la Orquesta Ibérica de Conciertos (1940 – 1942) y de la Orquesta Profesional de Cámara de Barcelona, con la cual dirigió casi un centenar de conciertos. Además, dirigió puntualmente otras importantes orquestas alrededor del mundo, como las orquestas nacionales de Portugal, México, Hungría, Grecia, y la Orquesta Lamoureux de París. Fue fundador y director del Instituto Musical Casals y responsable de los célebres Festivales de Prada (sobre todo entre 1955 y 1983).
Compuso conciertos para violín y violoncelo, entre los cuales podemos destacar su Concierto para violoncelo y orquesta, escrito en 1947 (Allegro, Adagio y Rondó en tempo de sardana), donde podemos encontrar ciertas alusiones a Dvořák y que su discípulo, el violoncelista Lluís Claret, ha ayudado a difundir. Escribió, cuando murió su hermano Pau, una Suite para violoncelo solo. También fue autor de una veintena de sardanas, que se considera que beben de la tradición garretiana, desde La nena galana (1906) hasta La sardana dels Tres Reis (1983). Defensor entusiasta de los valores musicales de la sardana, fue autor de la transcripción orquestal de Juny, de Juli Garreta, así como de algunas de les composiciones más relevantes de su hermano como por ejemplo El cant dels ocells, el Himno de las Naciones Unidas el 1968 (que fue un encargo del secretario general de la ONU, U Thant), el oratorio El Pessebre (1960) o la sardana Sant Martí del Canigó. Llevó a cabo una importante tarea pedagógica, con alumnos tan destacados como Gonçal Comellas y los hermanos Gerard y Lluís Claret.
Con su hermano,  Pau Casals, violoncelista de renombre internacional, siempre mantuvo una estrecha relación, tanto en el plano afectivo como en el del trabajo, ya que ambos compartían la pasión y dedicación a la música. No obstante, la figura y protagonismo de Pau eclipsó a Enric en gran medida. Pero el afecto de Enric se percibe en la aportación que hizo a la valoración de la figura del músico. Así, el libro Pau Casals: dades biogràfiques inèdites, cartes íntimes i records viscuts (1979) es considerado una pieza fundamental para la comprensión del violoncelista.
Como muestra de la autoexigencia compositiva de Enric Casals, se puedan citar las siguientes palabras: «Yo preguntaría a ciertos compositores de sardanas durante la dictadura si son capaces de escribir una sonata, o un concierto, o un poema sinfónico. Si no son capaces de escribir una obra de esta importancia, no son compositores, y si no lo son, con qué derecho están afeando nuestra danza?».
En julio de 2011 su familia cedió, mediante la Fundación Pau Casals, 183 documentos del músico y violinista al Archivo Nacional de Cataluña.

## Obra
- Concierto para violín
- Concierto para violoncelo y orquesta
- Suite en re menor: Homenaje a Pau Casals (1973), para violoncelo

### Sardanas
- A en Juli Garreta (1924), con la melodía de Els Segadors
- Angoixa (s/d), con la melodía de Els Segadors
- Barcelona (1976)
- Catalunya avant (1910), con melodías populares (Rossinyol que vas a França)
- Cants de tardor
- Dramàtica, compuesta para orquesta
- Era una vegada (1935)
- Festa (1920)
- La font del Penedès (1954)
- Heroica (1919), dedicada a su hermano Pau
- Íntima (1920)
- Lleida a la Verge de Granyena (1976), para coro y cobla
- Lluny...! (1918), escrita a Montevideo
- La mainada de Sant Salvador (1928), con las melodías del Senyor Ramon y de El General Bum-Bum
- Montserrat en primavera (1968), sardana de encargo, con melodías montserratinas
- Mònica
- La nena galana (1908)
- La platja de Sant Salvador, es otro título para la sardana La mainada de Sant Salvador
- Recordant Conrad Saló, es otro título para la sardana Íntima
- Sardana de carrer (1927)
- La sardana dels Tres Reis (1983), para coro y cobla
- Setembre (1924)
- Tarragona (1927)
- Tres amors (1949)
- Trista (1925)
- El Vendrell (1948)

### Instrumentaciones de obras
- Juny, de Juli Garreta, instrumentada para orquesta sinfónica

#### Instrumentaciones de obras de Pau Casals
- El cant dels ocells, canción popular catalana armonizada por Pau Casals
- Himno de las Naciones Unidas
- El Pessebre, oratorio
- Sant Martí del Canigó, sardana

## Fondo personal
El fondo, conservado en el Archivo Nacional de Cataluña, incluye la documentación generada y recibida por Enric Casals Defilló, principalmente, como resultado de su actividad musical, aunque contiene documentación recibida y producida por su hermano, con el cual mantuvo una estrecha relación familiar y profesional. Formen parte de éste algunos documentos personales propios y cartas recibidas, juntamente con los relacionados con el proceso de Pau Casals delante del "Tribunal Regional de Responsabilidades Políticas" de Barcelona, documentos identificativos y correspondencia familiar. Contiene también algunas notes propias sobre Pau Casals. La parte fundamental del fondo, no obstante, la constituyen las partituras y particelas originales de Enric Casals, comenzando por el Concierto para violoncelo y orquesta (1948) y las Suites para violoncelo en Re Menor (1973), hasta una quincena de sardanas de las 24 que se le atribuyen, entre les cuales Catalunya avant, Festa, Heroica, Íntima, Lluny, La mainada de Sant Salvador, Montserrat en primavera, Sardana dels Tres Reis, Setembre, Tarragona y El Vendrell. Incluye, asimismo, obra ajena con arreglos y orquestación de Enric Casals, como composiciones de su hermano (sardanas, El Pessebre y el Himno de las Naciones Unidas) y de Juli Garreta (Juny). Recoge también programas de conciertos donde el productor intervino como organizador, intérprete o director (Orquesta Pau Casals i Festival de Prada de Conflent) y documentación de viaje. Finalmente, conforman también el fondo diversas monografías, artículos y dossiers de prensa sobre las actividades del maestro, programas de audiciones de El Pessebre y otros conciertos y reconocimientos públicos otorgados a Pau Casals, así como programas de conciertos, obra musical ajena editada, monografías musicales y partituras manuscritas de otros autores. En su conjunto, el fondo documental facilita una aproximación muy exhaustiva a la producción musical de Enric Casals, así como a su tarea de soporte y complemento a la actividad de su hermano, aunque contiene también algunos documentos del propio maestro.